# Лилиенталь, Отто
Карл Ви́льгельм О́тто Ли́лиенталь (нем. Karl Wilhelm Otto Lilienthal; 23 мая 1848, Анклам, Померания, Королевство Пруссия — 10 августа 1896, Берлин, Германская империя — немецкий инженер, один из пионеров авиации, объяснивший причины парения птиц. Создал науку о планеризме. Сам строил планеры и совершил на них более 2 тыс. полётов. Погиб в 1896 году, пилотируя планёр собственной конструкции и не справившись с управлением.

## Биография

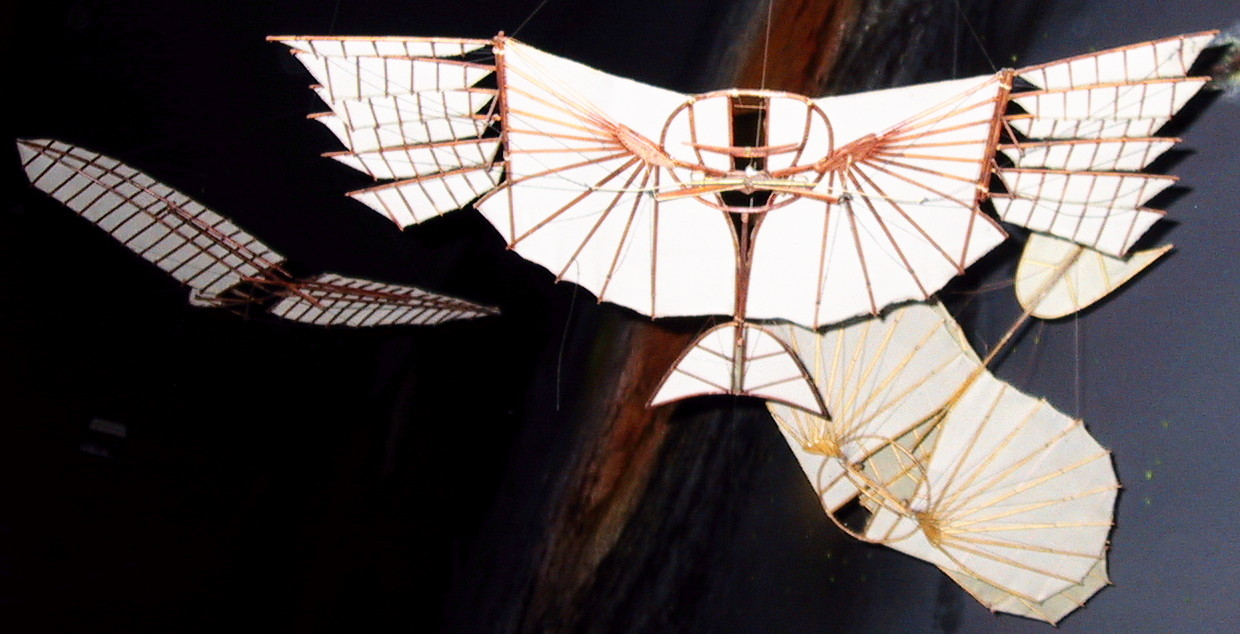
Модели планеров Отто Лилиенталя, выставленные в Зальцбурге

Отто Лилиенталь родился 23 мая 1848 года в померанском городке Анклам в семье Густава и Кэролайн Лилиенталь. Был крещён в Свято-Николаевском храме. Некоторые источники идентифицируют его как еврея, другие — находят корни рода в Швеции.
Родители Лилиенталя относились к среднему классу, имели восемь детей, но только трое не умерли во младенчестве: Отто, Густав и Мари. Братья всю жизнь работали вместе над техническими, социальными и культурными проектами.
Отто Лилиенталь учился в гимназии и изучал полёт птиц вместе со своим братом Густавом (1849—1933). Очарованные идеей пилотируемого полета, братья Лилиенталь сделали крылья, но потерпели неудачу в своих попытках летать.
По окончании гимназии Отто в течение двух лет получал образование в Техническом училище в Потсдаме и обучался в компании Schwarzkopf, прежде чем стал профессиональным инженером-конструктором.
В 1866 году Отто проходил практику на машиностроительном заводе Шварцкопфа и вскоре получил приглашение поступить в небольшое конструкторское бюро при заводе.
Летом 1870 года Отто с отличием завершил обучение в Королевской ремесленной академии.
Во время Франко-прусской войны был призван в армию и участвовал в осаде Парижа.

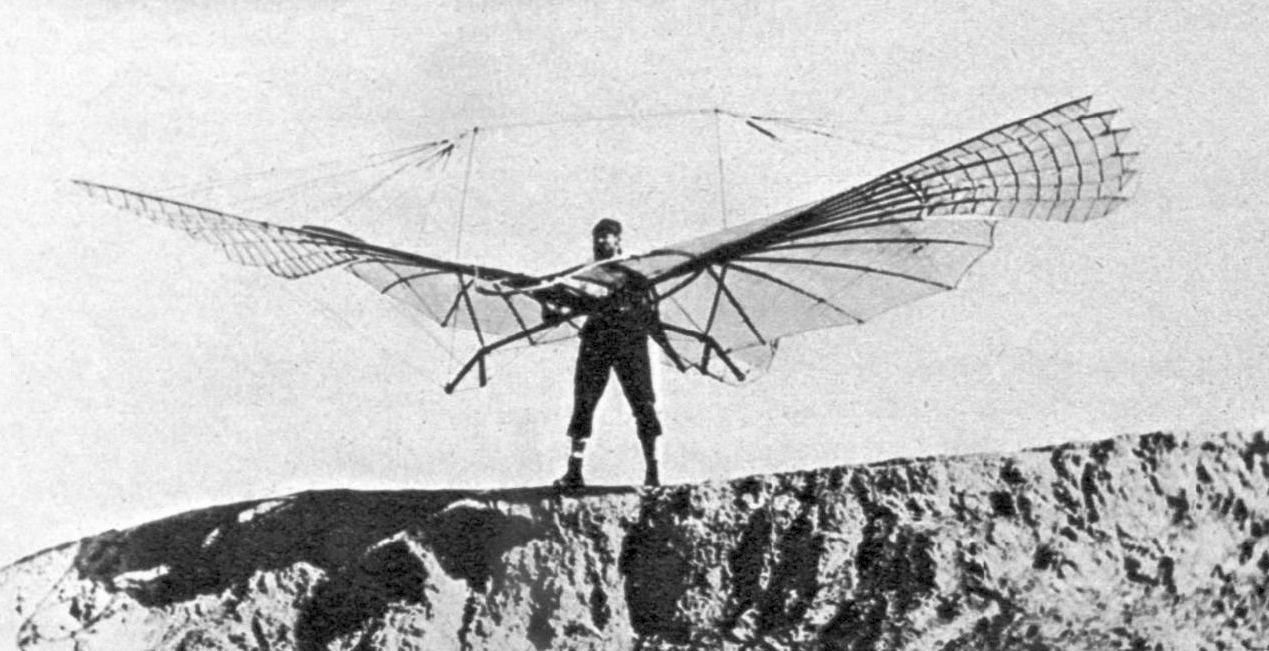
Отто Лилиенталь готовится к полёту

В 1877 году Лилиенталь оформил свой первый патент на горную врубовую машину. Известны 25 патентов, принадлежащих изобретателю, из которых четыре оформлены на летательные аппараты.
Осенью 1881 года Лилиенталь открыл в Берлине мастерскую по изготовлению паровых котлов. Имея большое количество заказов, успешный предприниматель в 1883 году основал фирму и построил завод, выпускавший как паровые котлы, так и паровые машины. Изготовление летательных аппаратов с 1889 года было выделено в отдельное производство. С 1894 года здесь было налажено серийное изготовление «стандартного планера», который мог приобрести любой желающий. Таким образом Отто Лилиенталь основал первое в мире самолетостроительное производство.
Осуществляя успешную инженерную, изобретательскую и коммерческую деятельность предприниматель стал совладельцем берлинского Остэндского театра.
Лилиенталь поддерживал театр в финансовом отношении и сделал его доступным для малоимущих слоев; это был так называемый «десятипфенниговый театр». В Остэндском театре он иногда выступал в качестве актера. Лилиенталь стал автором пьесы «Современный рыцарь-разбойник», в которой критиковал существовавшие социальные отношения.
В 1883 году Густав подает заявку на членство братьев Лилиенталь в Аэронавтическом обществе Великобритании. В этом же году Отто Лилиенталь выступает в Берлине с первым публичным докладом по теории птичьего полета.
В конце 1889 года Отто Лилиенталь построил свой первый планер-моноплан, через год — второй. На них изобретатель совершил несколько прыжков-подлетов. Это позволило получить опыт балансировки летательного аппарата собственным телом.
В 1891 года, Лилиенталь изготовил из ивовых веток и полотна третий планер, который уже был оснащен килем и хвостовым стабилизатором. С весны 1891 года он использовал подходящее место бывшего песчаного карьера на северном склоне холма 52°24′48″ с. ш. 12°49′22″ в. д. к западу от Потсдама как «аэродром». На этом летательном аппарате конструктор совершил первый настоящий полет на дистанцию до 25 м.
Через два года Лилиенталь и его брат Густав построили специальное сооружение в виде башни для стартов летательных аппаратов. С этой башни в 1893 году был совершен полет на планере в Штеглице под Берлином на дистанцию в 200 м.
3 сентября 1893 года Отто Лилиенталь получил на один из своих летательных аппаратов патент за № 77916.
Позднее был насыпан земляной холм, с вершины которого изобретатель продолжил полеты.
Лилиенталь экспериментировал с разного рода двигателями, оснащал свои аппараты эластичными рейками, защищающими пилота при падении после пикирования, придумал руль, управляющий планером с помощью троса.
Как первый немецкий лётчик-исследователь Отто Лилиенталь разработал, построил и испытал 18 летательных аппаратов.
Научное обоснование причин парения птиц, сделанное Лилиенталем и продолженное российским инженером Н. Е. Жуковским, во многом определило развитие авиации.
Отто Лилиенталь совершил свыше двух тысяч полётов на планёрах собственной конструкции.
В отличие от многих пионеров авиации, изобретатель не пытался сразу взлететь, а долго бегал по холмам, пытаясь определить центр подъёмной силы. Первый «полёт» совершил просто поджав колени.
Впервые разработал биплан, когда, решив увеличить площадь крыла, обладавшего ограниченным запасом прочности, сделал надстройку из ещё одного крыла. Необходимым условием полётов считал «птичье чутьё» (способность предугадывать порывы ветра, восходящие потоки и другие обстоятельства) которое, по его мнению, приобреталось с опытом полётов.
9 августа 1896 года Отто Лилиенталь, совершая очередной полет на планере собственной конструкции, разбился около Штельн-ам-Голленберга, упав с высоты около 15 м из-за порыва ветра.
При ударе Лилиенталь получил перелом третьего шейного позвонка. Причиной смерти вероятнее всего было кровоизлияние в мозг. Отто Лилиенталя привезли в запряженной лошадьми повозке в гостиницу в соседнем городе Штельн, а затем в товарном вагоне в сопровождении врача перевезли в Берлин. Во время транспортировки он впал в кому и скончался на следующий день, 10 августа 1896 года, в Берлинской университетской клинике.
Сохранились фотографии разбившегося летательного аппарата, предположительно сделанные в рамках полицейского расследования во дворе машиностроительного завода Лилиенталя.
Перед смертью сказал своему брату Густаву: «Жертвы должны быть принесены» (в других источниках «Жертвы неизбежны»; Opfer müssen gebracht werden). Примерно за месяц до катастрофы американский инженер и теоретик авиации Октав Шанют предупреждал о небезопасности полётов на его планере.
Отто Лилиенталь похоронен на кладбище в берлинском районе Ланквиц.

## Семья
В 1878 году Отто Лилиенталь женился на Агнес Фишер (1857—1920), дочери шахтера. Семья жила в Берлине. В браке у супругов родились четверо детей — Фриц Ганс, Анна Мари Тереза, Фридрих Герман Отто, Фрида Элиза Хелена. Все дети носили фамилию отца.
В 1909 году американский изобретатель Орвил Райт посетил Берлин. В 1911 году вдове Лилиенталя от братьев Райт был вручен чек на 1 000 долларов в знак их «большого уважения» к памяти ее супруга. На начало XX века это была весьма значительная сумма.

## Научное наследие. Основные положения
- Изучая полет птиц, пришел к выводу, что при равных условиях обтекания воздушным потоком крыло с выпукло-вогнутым профилем обеспечивает большую подъемную силу, нежели плоское.
- Экспериментально доказал, что подъемная сила крыла в воздушном полете зависит от угла атаки.
- Построил диаграмму, связывающую коэффициент подъемной силы и коэффициент лобового сопротивления, которая получила название «Поляра Лилиенталя».
- Доказал на практике возможность полета аппарата тяжелее воздуха.

## Печатные труды
Отто Лилиенталь — автор двух трудов:
- «Птичий полет как основа для воздухоплавания» (Der Vogelflug als Grundlage der Fliegekunst, 1889)
- «Летательный аппарат и основные соображения при его создании и применении» (Die Flugapparate, algemeine Gesichtspunkte bei deren Herstellung und Anwendung, 1894).

Первый труд О. Лилиенталя в переводе на русский язык появился в 1903 году. Книга носила название «Полет птиц как основа искусства летать».

## Наследие и память
- Американские изобретатели братья Райт использовали идею Лилиенталя при создании первого в мире самолёта[5][6].
- В 1936 году в Германии основано Общество Лилиенталя (авиационных исследований).
- Медаль Лилиенталя за планеризм — учреждена Международной авиационной федерацией (FAI) в 1938 году в честь Отто Лилиенталя, немецкого пионера в области авиации. Медалью «награждаются за особо выдающиеся достижения в планеринге или выдающиеся заслуги в области планеризма в течение длительного периода времени». Награда вручается на ежегодной Генеральной конференции FAI. Медаль разработал австрийский художник Йозеф Хумплик.
- На родине Лилиенталя в городе Анклам создан музей его имени.
- В 1991 году рядом с местом первых полетов был открыт видимый издалека памятник. Первоначальный участок 52°24′48″ с. ш. 12°49′22″ в. д.HGЯO был утрачен из-за крупномасштабной добычи гравия в 1904—1906 годах и теперь покрыт густым лесом и труднодоступен. Поэтому было выбрано место примерно в 190 м к западу от него в открытом поле на нижней вторичной вершине (Windmühlenberg, то есть гора Ветряная мельница) 52°24′45″ с. ш. 12°49′13″ в. д.HGЯO. (Уведомление: С 2011 года стоит еще один памятный камень, который, вопреки советам экспертов, был открыт общиной на крутом склоне гравийного карьера 52°24′44″ с. ш. 12°49′26″ в. д.HGЯO, созданного лишь в 1930-х годах, куда Лилиенталь мог даже прилететь.)[4]
- Имя Отто Лилиенталя носило ныне закрытый берлинский аэропорт Тегель.
- Имя Отто Лилиенталя с 1989 года носило Высшее офицерское училище ВВС/ПВО военных лётчиков в Германской Демократической Республике.
- Филателия: в честь Отто Лилиенталя выпущено большое количество почтовых марок в ряде государств.

Сквозное, трепещущее, как надкрылья насекомого, имя Лилиенталя с детских лет звучит для меня чудесно… Летательное, точно растянутое на легкие бамбуковые планки, имя это связано в моей памяти с началом авиации. Порхающий человек Отто Лилиенталь убился. Летательные машины перестали быть похожими на птиц.
— Юрий Олеша («Зависть»)
- Имеется по меньшей мере один полностью сохранившийся планёр, созданный Отто Лилиенталем. В настоящее время он хранится в Научно-мемориальном музее имени профессора Н. Е. Жуковского в Москве (был привезён самим Н. Е. Жуковским в 1895 году из Берлина)[7][8][9].
- Лилиенталь, населённый пункт под Бременом, не имеет ничего общего с Отто Лилиенталем. Название места восходит к бывшему монастырю Лилиенталь (основан в 1232 году).